# Lista de países por população em 1913
| Dados demográficos históricos    | Dados demográficos históricos | Dados demográficos históricos |
| -------------------------------- | ----------------------------- | ----------------------------- |
| Artigos                          |                               |                               |
| História demográfica             |                               |                               |
| Demografia histórica             |                               |                               |
| Estimativas da população mundial |                               |                               |
| Lista de países por população    |                               |                               |
| 1900                             | 1913                          | 1939                          |

Esta é uma lista de países por população em 1913 . Não é uma lista completa: algumas colônias e territórios ultramarinos não estão incluídos. Grande parte das estimativas abaixo são baseadas pelo historiador Angus Maddinson, formado na universidade de Groningen no seu trabalho de estatísticas históricas e do site Population Statistics: Historical Demography.
| Rank | País /Território | População estimada em 1913 | Porcentagem da População Mundial |
| ---- | --- | -------------------------- | -------------------------------- |
| —    | Mundo | 1,750,000,000              | 100%                             |
| 1    | República da China | 437,140,000                | 25%                              |

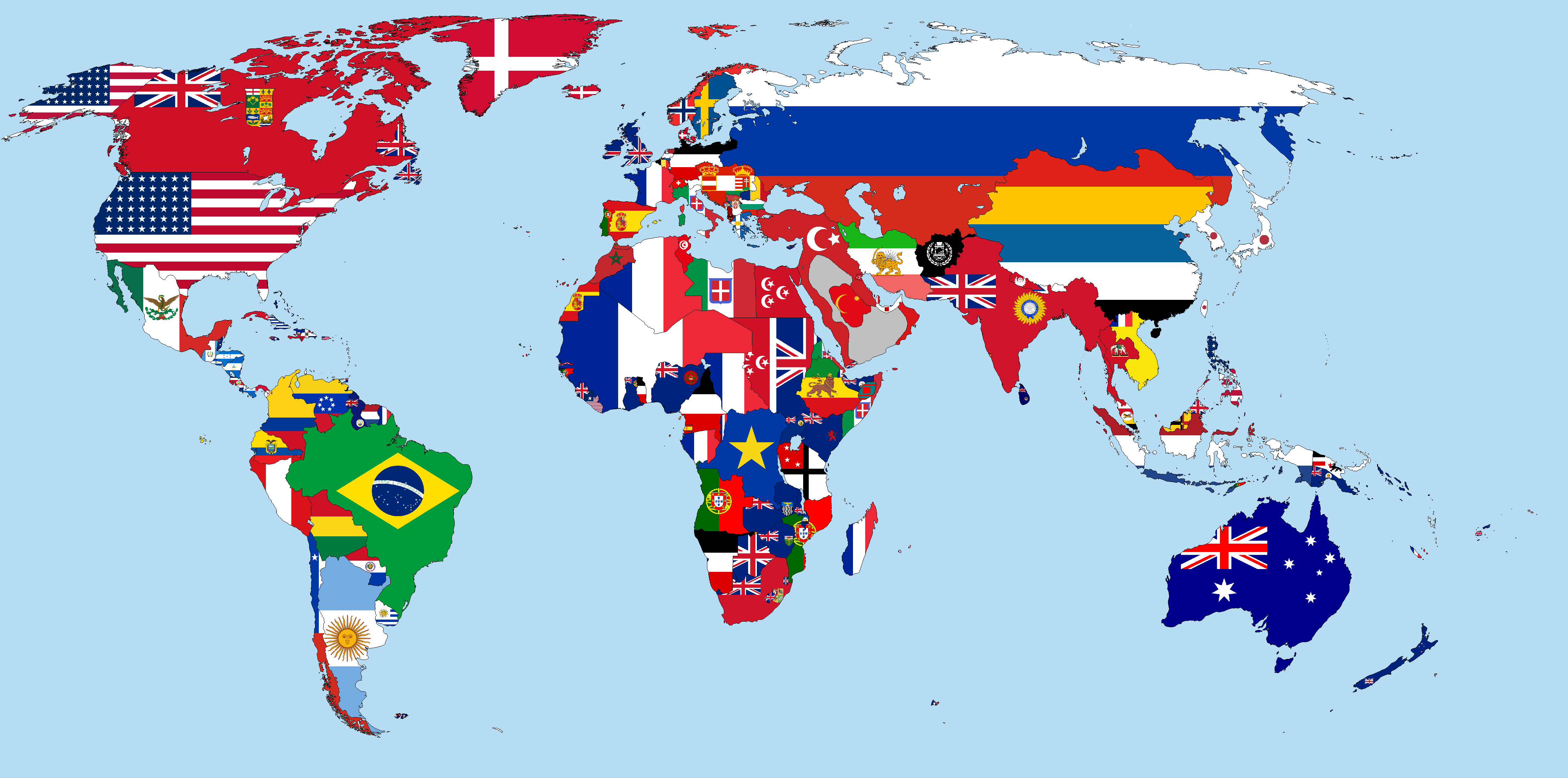
Mapa Mundi com as bandeiras dos países em 1914

| 2    | Impéirio Britânico - Raj Britânico - Índia - 257,058,000 - Bangladesh - 31,786,000 - Paquistão - 20,008,000 - Protetorado de Áden - 729,000 - Siquim - 88,000 - Grã-Bretanha - 41,334,400 - Irlanda - 4,343,000 - Ilhas do Canal - Jersey - 51,900 - Guernsey - 41,900 - Ilha de Man - 52,000 - Nigéria do Norte - 9,763,000 - Nigéria do Sul - 7,708,000 - Canada - 7,527,200 - África do Sul - 6,188,000 - Australia - 4,872,000 - Papua - 451,000 - Christmas - 1,000 - Ilhas Cocos - 700 - Ceilão britânico - 4,811,000 - Uganda - 2.893,500 - Quênia - 2,300,000 - Witulândia - 16,000 - Costa do Ouro - 1,852,000 - Serra Leoa - 1,416,000 - Nova Zelândia 1,118,500 - Ilhas Cook - 9,000 - Niue - 3,400 - Tokelau - 900 - Niassalândia - 1,061,200 - Estados Federados da Malásia - 1,045,000 - Jamaica - 837,000 - Rodésia do Norte - 830,000 - Estados Malaios Não Federados - 791,000 - Rodésia do Sul - 790,000 - Estabelecimentos dos Estreitos - 639,000 - Hong Kong Britânico - 489,000 - Basutolândia - 420,000 - Maurícia - 375,000 - Sarawak - 370,000 - Trinidad e Tobago - 345,000 - Butão - 320,000 - Somalilândia Britânica - 300,000 - Guiana Britânica - 299,000 - Chipre - 282,400 - Muscate e Omã - 261,000 - Zanzibar - 250,000 - Terra Nova - 240,000 - Bornéu do Norte - 220,000 - Malta - 216,600 - Barbados - 173,000 - Ilhas Salomão - 150,000 - Fiji - 149,200 - Gâmbia - 146,100 - Suazilândia - 144,000 - Bechuanalândia - 128,000 - Novas Hébridas - 69,000 - Bahrain - 66,000 - Maldivas - 62,000 - Bahamas - 57,000 - Estados Truciais - 52.000 - Honduras Britânica - 48,000 - Ilhas Windward - Granada - 68,000 - Santa Lúcia - 49,800 - São Vicente e Granadinas - 44,400 - Ilhas Leewards - São Cristóvão e Nevis - 39,200 - Dominica - 33,900 - Antigua e Barbuda - 31,600 - Montserrat - 12,000 - Ilhas Virgens Britânicas - 5,600 - Anguilla - 4,100 - Ilhas Gilbert e Ellice - 34,500 - Concessão Britânica de Tianjin - 32,000 - Brunei - 26,500 - Gibraltar - 23,600 - Seicheles - 23,500 - Tonga - 23,700 - Bermudas - 19,900 - Turks e Caicos - 5,600 - Cayman - 5,400 - Santa Helena - 4,000 - Ascensão - 200 - Tristão da Cunha - 100 - Falkland - 2,200 - Pitcairn - 150 | 418,643,850                | 24,2%                            |
| 3    | Império Russo - Russia (Gubernias) - 118,830,800 - Governo-geral de Varsóvia - 13,397,000 - Governo-geral de Kiev - 13,039,000 - Vice-Reino do Cáucaso - 11,621,400 - Governo-geral do Turquestão - 6,288,000 - Governo-geral de Irkutsk - 3,273,000 - Grão-Ducado da Finlândia - 3,196,400 - Governo-geral das Estepes - 2,483,700 - Governo-geral de São Petersburgo - 2,124,600 - Governo-geral de Moscou - 1,617,700 - Emirado de Bucara - 1,300,000 - Governo-geral de Amur - 1,267,100 - Canato de Quiva - 600,000 | 179,038,700                | 10,2%                            |
| 4    | Estados Unidos - Estados Unidos Continental - 97,225,000 - Filipinas - 8,785,000 - Porto Rico - 1,199,000 - Território do Havaí - 191,900 - Território do Alasca - 64,400 - Guam - 13,000 - Samoa Americana - 7,000 | 107,485,300                | 6,1%                             |
| 5    | França - França Metropolitana - 39,770,000 - Córsega - 291,000 - Indochina - Tonquim - 6,119,700 - Annam - 5,200,000 - Cochinchina - 3,050,800 - Camboja - 1,634,300 - Laos - 640,900 - Kouang-Tchéon-Wan - 189,000 - África Ocidental Francesa - Alto Volta - 3,030,000 - Sudão Francês - 2,470,000 - Guiné Francês - 1,810,000 - Costa do Marfim - 1,500,000 - Senegal - 1,300,000 - Níger - 1,100,000 - Daomé Francês - 900,000 - Mauritânia - 575,000 - Argélia - 5,610,000 - Marrocos Francês - 3,919,000 - Madagascar - 3,233,000 - África Equatorial Francesa - Congo Francês - Congo Médio - 700,000 - Ubangi-Shari - 698.000 - Gabão - 268,600 - Chade - 966,000 - Tunísia - 1,950,000 - Índia francesa - 257,000 - Guadalupe - 216,000 - São Martinho - 4,000 - São Bartolomeu - 2,400 - Martinica - 194,000 - Reunião - 172,000 - Comores - 120,000 - Novas Hébridas - 69,000 - Somalilândia Francesa - 41,000 - Polinésia Francesa - 31,900 - Nova Caledônia - 29,000 - Guiana Francesa - 26,000 - Maiote - 11,000 - Wallis e Futuna - 6,000 - Concessão Francesa de Tianjin - 6,000 - São Pedro e Miquelão - 4,900 | 88,115 500                 | 5,0%                             |
| 6    | Império Alemão - Alemanha - 66,980,000 - África Oriental Alemã - 5,876,300 - Ruanda-Urundi - 2,912,000 - Triângulo de Quionga - 4,000 - Camarões Alemães - 3,153,000 - Togolândia Alemã - 1,031,900 - África Sudoeste Alemã - 427,000 - Nova Guiné Alemã - Terra do Imperador Guilherme - 249,300 - Arquipélogo de Bismarck - 91,300 - Salomão Alemã - 150,000 - Carolinas - 40,000 - Marshall - 13,600 - Palau - 6,500 - Marianas do Norte - 4,000 - Nauru - 2.000 - Concensão Alemã de Kiauchau - 204,500 - Samoa Alemã - 35,100 | 81,180,500                 | 4.5%                             |
| 7    | Império Japonês - Japão - 51,748,600 - Coréia 15,170,000 - Tawian - 3.512,600 - Oknawa - 572,000 - Kwatung - 535,900 - Zona da Ferrovia do Sul da Manchúria - 112,900 - Karafuto - 44,400 - Chishima - 10,000 | 71,706,400                 | 4,2%                             |
| 8    | Império Holandês - Indias Orientais Holandesas - 48,751,000 - Paises Baixos - 6,133,000 - Guiana Holandesa - 87,000 - Antilhas Holandesas - Curaçao - 32,600 - Aruba - 9,400 - Bonaire - 6,400 - São Martinho - 2,900 - Saba - 1,900 - Santo Eustaquio - 1,300 | 55,025,500                 | 3,1%                             |
| 9    | Áustria-Hungria - Cisleitânia (29,193,300) - Reino da Galícia e Lodomeria - 8,211,800 - Grão-Ducado da Cracóvia - 137,600 - Reino da Boémia - 6,860,000 - Arqueducado da Áustria - 4,514,000 - Margraviato de Morávia - 2,666,600 - Ducado da Estíria - 1,392,000 - Principado do Tirol - 946,600 - Litoral Austríaco - Margraviato da Ístria - 403,600 - Principado da Gorizia e Gradisca - 260,700 - Cidade Imperial Livre de Trieste - 229,500 - Ducado de Bucovina - 818,300 - Ducado da Silésia - 776,000 - Reino da Dalmácia - 667,600 - Ducado da carniola - 536,100 - Ducado de Caríntia - 406,200 - Ducado de Salzburgo - 221,300 - Principado de Vorarlberg - 145,400 - Transleitânia (21,398,200) - Reino da Hungria - 11,842,700 - Grão-Principado da Transilvânia - 5,262,500 - Reino da Croácia-Eslovônia - 2,668,600 - Voivodia da Sérvia e do Banato de Tamis - 1,574,400 - Cidade de Fiume e arredores - 50,000 - Condomínio da Bósnia Herzegovina - 1,950,000 - Concessão Austríaca de Tianjin - 25,800 | 52,567,300                 | 3,0%                             |
| 10   | Império Otomano - Anatólia: (12,059,000) - Vilaiete de Bursa - 2,010,500 - Vilaiete de Aidine - 1,819,600 - Vilaiete de Trebizonda - 1,516,200 - Sanjaco de Janique - 360,100 - Vilaiete de Cônia - 1,330,100 - Vilaiete de Angora - 1,216,800 - Vilaiete de Sivas - 1,197,600 - Vilaiete de Castamuni - 1,114,900 - Vilaiete de Adana - 516,200 - Sanjaco de Carassi - 488,000 - Sanjaco de Izmite - 318,100 - Sanjaco de Chanacale - 170,900 - Europa: (7,660,800) - Vilaiete de Kosovo - 1,603,000 - Vilaiete da Salonica - 1,348,000 - Vilaiete de Istambul - 1.203.000 - Sanjaco de Chatalca - 78,300 - Vilaiete de Edirne - 1,171,400 - Vilaiete de Manastir - 1,070,000 - Vilaiete de Janina - 561,000 - Vilaiete de Scutari - 350,000 - Vilaiete do Arquipélago - 266,100 - Armênia e Curdistão: (2,718,900) - Vilaiete de Erzurum - 815,400 - Vilaiete de Diarbaquir - 619,800 - Vilaiete de Carpute - 538,200 - Vilaiete de Bitlisse - 437,400 - Vilaiete de Vã - 308,100 - Síria e Mesopotâmia: (7,239,700) - Vilaiete de Baçorá - 1,150,000 - Sanjaco do Cuaite - 45,000 - Vilaiete de Alepo - 1,097,600 - Vilaiete da Síria - 891,400 - Sanjaco de Caraque - 382,100 - Vilaiete de Bagdá - 975,300 - Vilaiete de Beirute - 819,600 - Sanjaco do Monte Líbano - 414,700 - Sanjaco de Jerusalém - 722,100 - Vilaiete de Mossul - 496,500 - Sanjaco de Urfa - 162,300 - Sanjaco de Zor - 83,100 - Arábia: (3,886,000) - Vilaiete do Iêmem - 1,000,000 - Sanjaco de Assir - 750,000 - Vilaiete de Hejaz - 850,000 - Sanjaco de Medina - 100,000 - Sharif of Meca - 73,000 - Sanjaco de Négede - 1,100,000 - Caza do Catar - 13,000 - África: (12,186,000) - Quedivato do Egito - 12,186,000 - Sudão Turco-Egípcio - 5,254,000 | 50,994,400                 | 2,9%                             |
| 11   | Império Italiano - Itália - 35,239,000 - Sicília - 3,732,900 - Sardenha - 880,900 - Líbia Italiana - 551,000 - Somalilândia Italiana - 365,300 - Eritreia Italiana - 329,500 - Ilhas Italianas do Egeu - 100,400 - Concessão Italiana de Tianjin - 13,000 | 36,598,200                 | 2.1%                             |
| 13   | Brasil | 23,660,000                 | 1.2%                             |
| 12   | Império Espanhol - Espanha - 20,372,700 - Ilhas Canárias - 470,000 - Ilhas Baleares - 330,000 - Marrocos Espanhol - 581,000 - Guiné Espanhola - 140,000 - Saara Espanhol - 40,000 | 21,133,700                 | 1.3%                             |
| 16   | México | 14,931,000                 | 0.7%                             |
| 15   | Portugal - Portugal – 6,017,000 - Açores - 242,600 - Madeira - 169,800 - Moçambique – 2,745,000 - Angola – 4,181,700 - Índia Portuguesa – 475,000 - Timor Português – 377,800 - Guiné Portuguesa – 220,000 - Cabo Verde – 147,200 - Macau – 80,000 - São Tomé e Príncipe – 62,000 | 14,305,700                 | 0.7%                             |
| 14   | Abissínia | 13,817,000                 | 0.8%                             |
| 20   | Bélgica - Bélgica - 7,571,400 - Congo Belga - 5,688,000 | 13,259,400                 | 0.4%                             |
| 18   | Pérsia | 10,810,000                 | 0.4%                             |
| 17   | Tailândia | 8,546,000                  | 0.4%                             |
| 21   | Argentina | 7,652,000                  | 0.3%                             |
| 19   | Romênia | 7,290,000                  | 0.4%                             |
| 23   | Afeganistão | 5,900,000                  |                                  |
| 22   | Suécia | 5,638,600                  | 0.3%                             |
| 24   | Nepal | 5,624,000                  |                                  |
| 31   | Grécia | 5,425,000                  |                                  |
| 25   | Colômbia | 5,193,000                  |                                  |
| 33   | Sérvia | 4,689,000                  |                                  |
| 29   | Bulgária | 4,485,000                  |                                  |
| 27   | Peru | 4,267,000                  |                                  |
| 28   | Suíça | 3,862,700                  |                                  |
| 30   | Chile | 3,443,300                  |                                  |
| 35   | Dinamarca - 2,818,000 - índias Ocidentais Dinamarquesas - 27,000 - Ilhas Faroe - 19,200 - Groelândia - 14,000 | 2,878,200                  |                                  |
| 32   | Venezuela | 2,661,000                  |                                  |
| 34   | Noruega | 2,435,200                  |                                  |
| 36   | Cuba | 2,413,000                  |                                  |
| 37   | Bolivia | 2,007,000                  |                                  |
|      | Tibete | 2,000,000                  |                                  |
| 38   | Equador | 1,457,000                  |                                  |
| 41   | Uruguai | 1,279,400                  |                                  |
| 40   | Guatemala | 1,165,000                  |                                  |
| 26   | Négede | 1,100,000                  |                                  |
| 39   | El Salvador | 1,040,000                  |                                  |
| 44   | República Dominicana | 781,000                    |                                  |
| 42   | Paraguai | 752,000                    |                                  |
| 43   | Libéria | 685,000                    |                                  |
| 47   | Mongólia | 644,000                    |                                  |
| 46   | Honduras | 566,000                    |                                  |
| 45   | Nicaragua | 515,000                    |                                  |
| 49   | Costa Rica | 399,400                    |                                  |
| 50   | Panamá | 364,100                    |                                  |
| 51   | Montenegro | 320,000                    |                                  |
| 52   | Creta | 310,000                    |                                  |
| 53   | Luxemburgo | 263,000                    |                                  |
| 54   | Mônaco | 23,000                     |                                  |
| 55   | San Marino | 11,000                     |                                  |
| 56   | Liechtenstein | 10,700                     |                                  |
| 57   | Andorra | 5,900                      |                                  |
| 58   | Moresnet Neutra | 3,000                      |                                  |
| 59   | Vaticano | 500                        |                                  |